# Swiss Indoors 1983
Lo Swiss Indoors 1983, noto anche come Davidoff Swiss Indoors per motivi di sponsorizzazione, è stato un torneo di tennis giocato sul cemento indoor. È stata la 14ª edizione del torneo e faceva parte del Volvo Grand Prix 1983. Si è giocato a Basilea in Svizzera dal 10 al 16 ottobre 1983.

## Campioni

### Singolare maschile
Vitas Gerulaitis ha battuto in finale  Wojciech Fibak che ha abbandonato la partita sul punteggio di 4–6, 6–1, 7–5, 5-5.

### Doppio maschile
Pavel Složil /  Tomáš Šmíd hanno battuto in finale  Stefan Edberg /  Florin Segărceanu con il punteggio di 6–1, 3–6, 7–6